# Římská uniforma

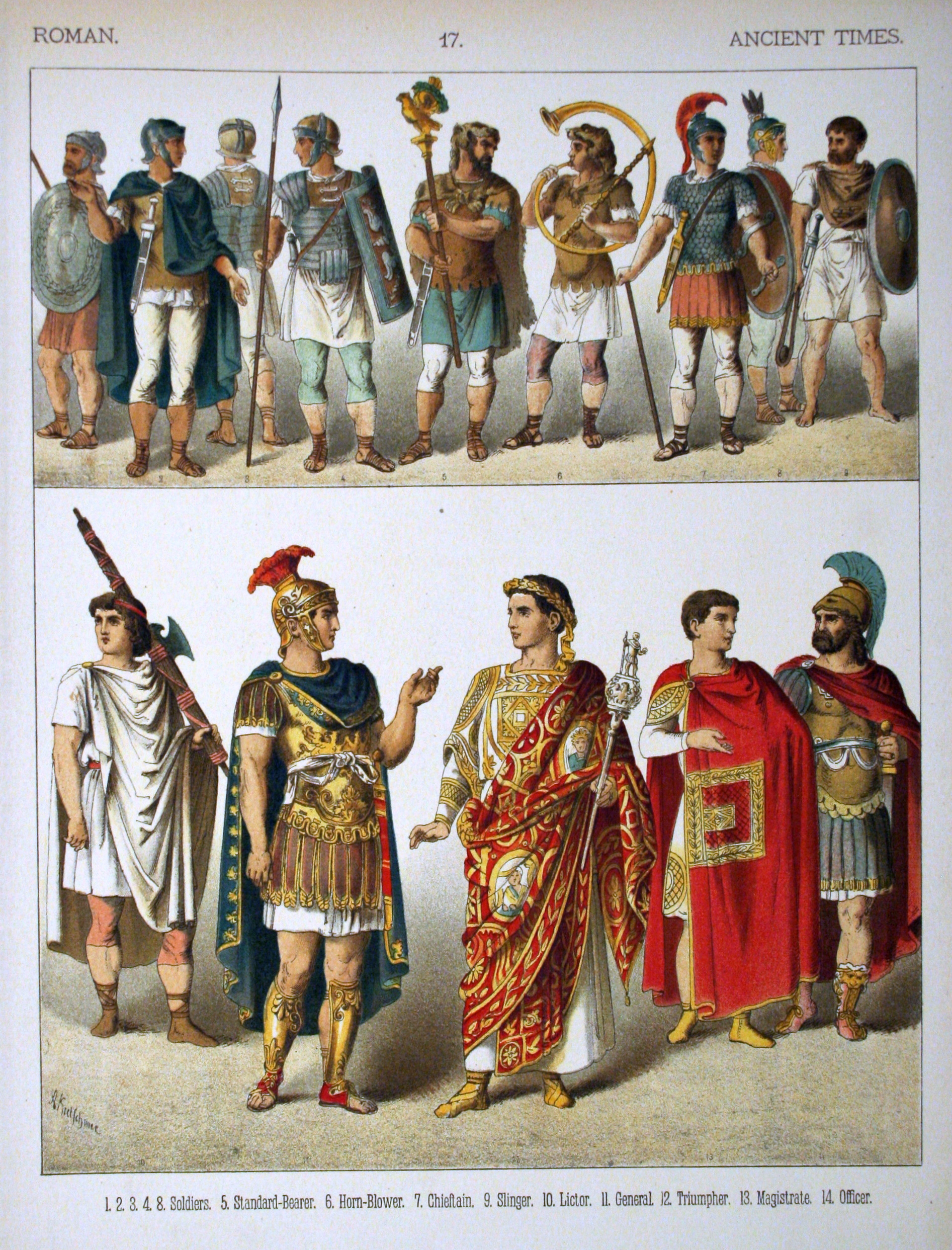
Oblečení používané v Římské říši

Římská uniforma bylo vojenské vybavení používané římskou armádou. Během celé existence Římské říše se výrazně měnila.

## Součásti římské uniformy

### Meče a dýky
- Gladius
- Pugio
- Spatha
- Semispatha

### Kopí
- Pilum
- Hasta

### Brnění
- Lorica segmentata
- Lorica hamata
- Lorica squamata
- Lorica manica
- Lorica plumata
- Lorica muscula

### Přilby
- Galea
- Korintská přilba
- Přilba Attica
- Montefortino
- Hřebenová přilba
- Žebrová přilba
- Coolus

### Štíty
- Scutum
- Parma

### Oblečení
- Cingulum militiae (opasek)
- Bracae (kalhoty)
- Tunika
- Caligae (sandály)
- Subarmalis (ochranná vesta pod brnění)
- Phalerae (vyznamenání)

### Standarty
- Stricata
- Vexillum
- Signum
- Aquila
- Draco